# Helena von Hohenzollern
Helena von Hohenzollern (* 1462, Grafschaft Hohenzollern; † 11. November 1514 in Wurzach), verh. von Waldburg, war die Mutter  Georgs III., dem Truchsess von Waldburg-Zeil, und Stifterin des Klosters Maria Rosengarten in Bad Wurzach.

## Leben

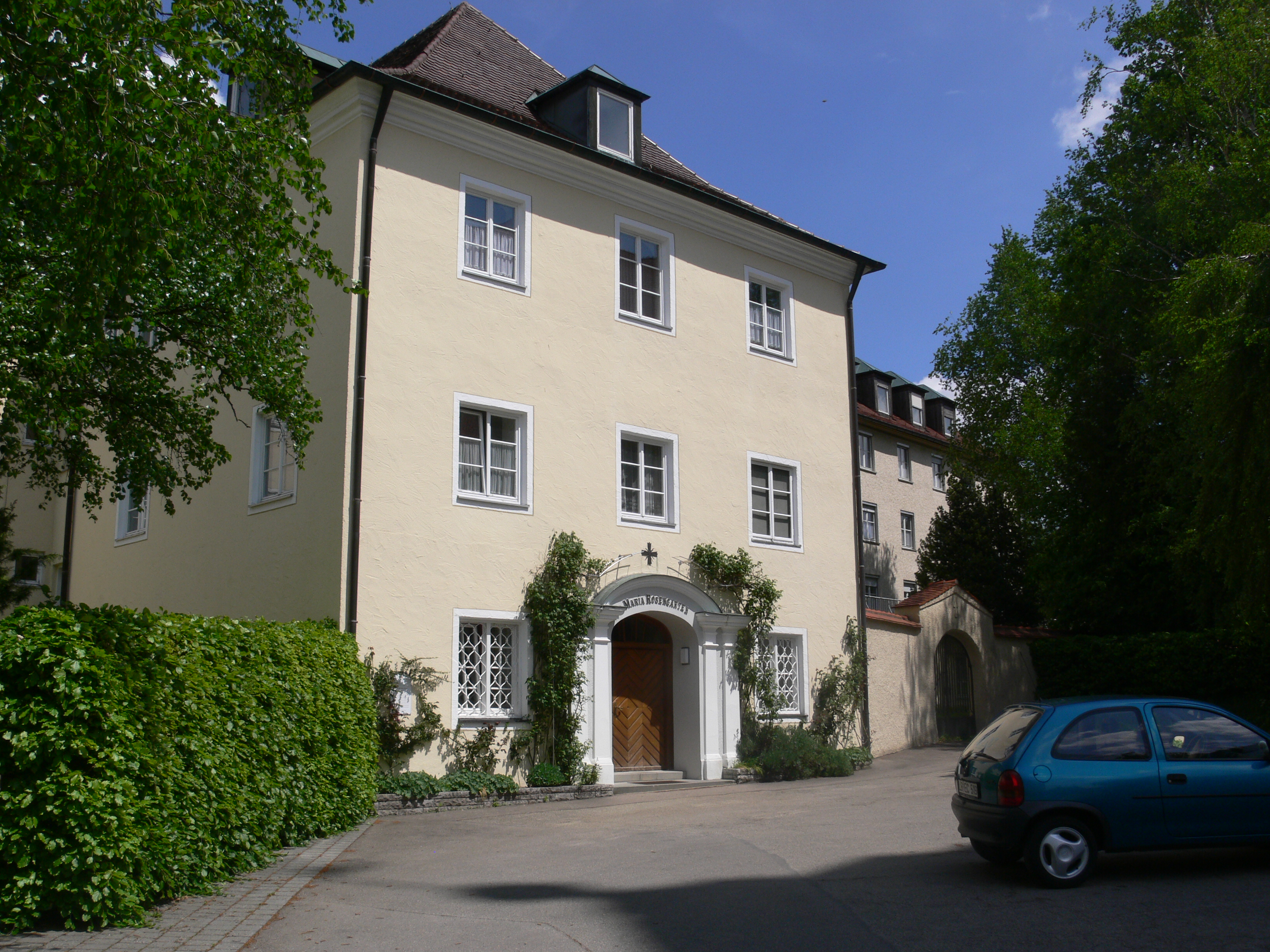
Kloster Maria Rosengarten (2008)

Helene oder Helena war das jüngste von sechs Kindern der Eheleute Jobst Nikolaus I. von Hohenzollern (1433–1488) und Agnes von Werdenberg-Heiligenberg (1434–1467). Ihr ältester Bruder Friedrich II. von Zollern (1451–1505) wurde 1486 Bischof von Augsburg. Der dritte Bruder Eitel Friedrich der Jüngere (1454–1490) war ein holländischer Admiral. Friedrich Albert († 1483), ihr viertes Geschwister, fiel als kaiserlicher Oberst vor Utrecht und Friedrich Johann fiel als kaiserlicher Oberst in der Schlacht von Dendermonde.
Helena heiratete Johann II. von Waldburg-Wolfegg († 1511). Im Jahre 1488 gebar sie in Waldsee ein Kind namens Georg. Dieser ging als „Bauernjörg“ in die Geschichte ein. Drei Kinder, ihr Ehemann und eine Schwiegertochter starben zu Helenas Lebzeiten. Am 8. Januar 1513 erhielt sie die päpstliche Genehmigung zur Gründung des Klosters Maria Rosengarten in Wurzach. Im Jahre 1514 wurde sie Nonne und erste Vorsteherin des von ihr gestifteten Klosters; sie verstarb noch im gleichen Jahr. 
In dem Kloster wurden von den Nonnen 1936 die ersten Moorheilbäder verabreicht. Es bestand bis zum Jahre 2007. In diesem Jahr erwarb es die Stadt Bad Wurzach.